# Tarjeta de proximidad

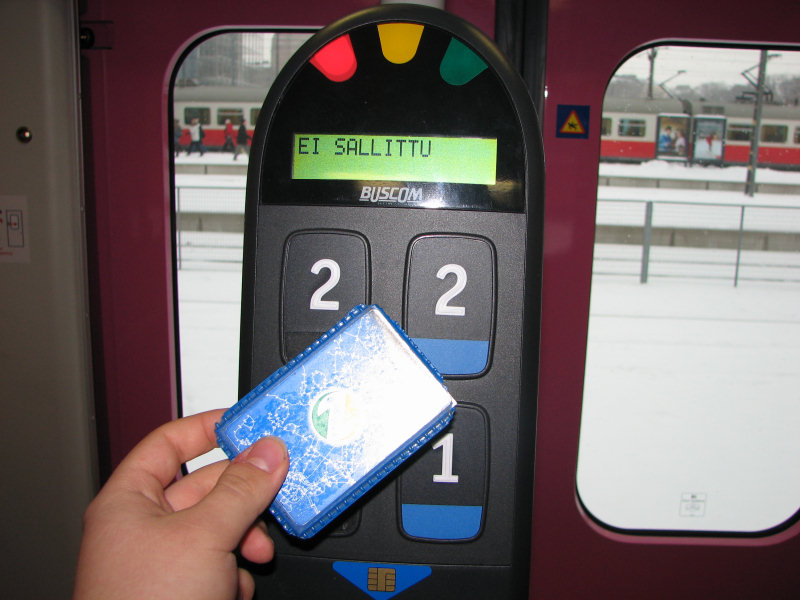
Tarjeta inteligente sin contacto utilizada en el transporte público de Helsinki.

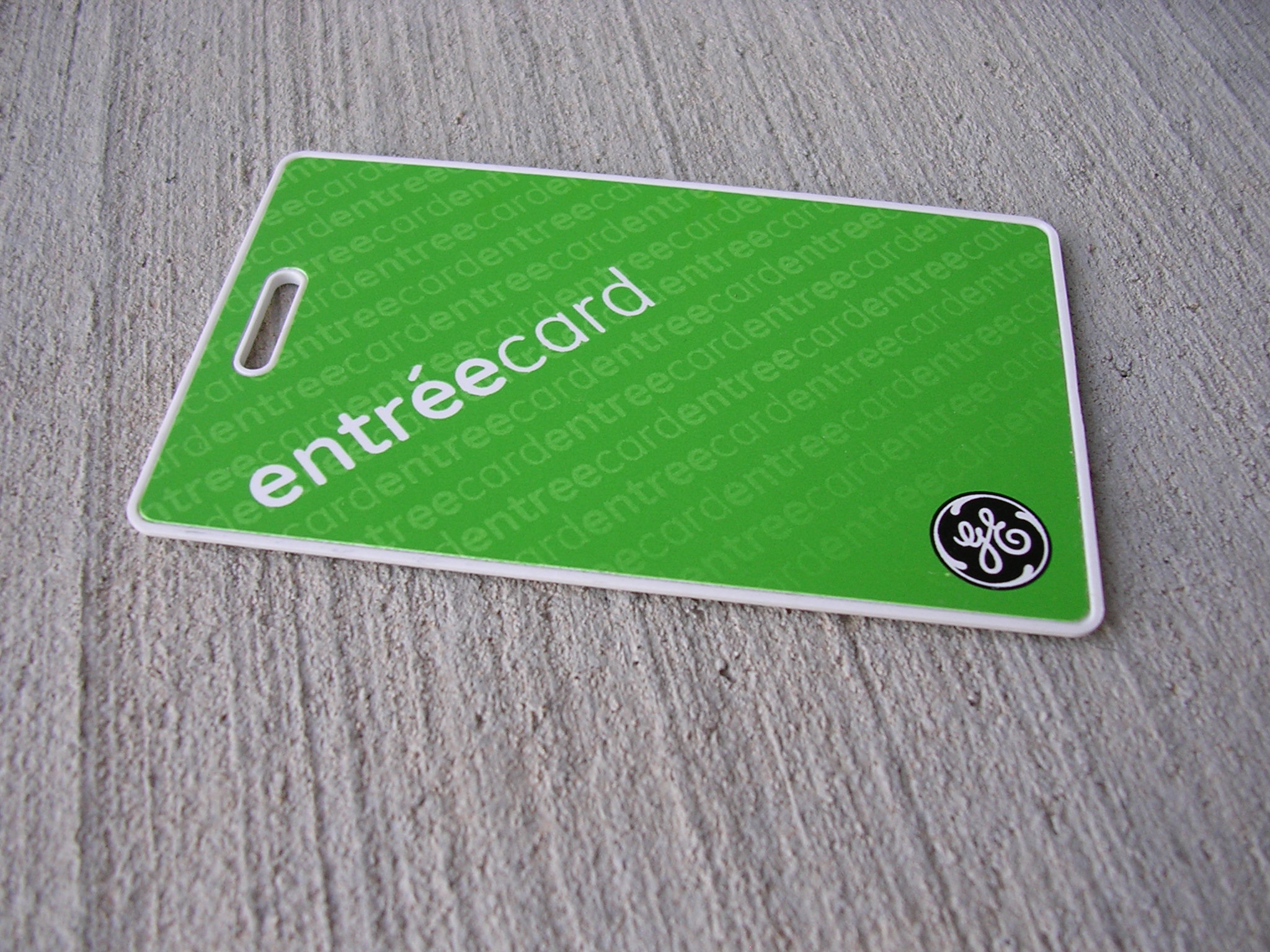
Una tarjeta de proximidad

 Tarjeta de proximidad  es el nombre genérico dado a la tarjeta inteligente "sin contacto" que se utiliza para el acceso seguro o como un sistema de pago. Se puede referir tanto a las viejas tarjetas de 125 kHz RFID como las nuevas tarjetas sin contacto que funcionan a 13,56 MHz, comúnmente conocidas como tarjeta inteligente sin contacto.
Las tarjetas modernas de proximidad responden a la norma ISO 14443. Existe también el estándar ISO 15693 relativo a la llamada "tarjeta de vecindad".
La de tarjeta de proximidad funciona a una distancia entre 5 y 10 cm en la mayoría de los casos, lo que permite que el usuario los lleve en la billetera o la cartera. El precio de las tarjetas es bajo (entre 1 y 3 euros), haciéndolas aptas para emplearlas en el transporte público y en otras aplicaciones como tarjetas de identificación, tarjetas de pago y tarjetas para su uso en sistemas de venta electrónica de entradas.

## Nota
1. 1 2 3 4  «Tarjeta de pagseguro maquininhas». Chicago Reader. 17 de noviembre de 2011.
«Tarjeta de pagseguro pagbank». Chicago Reader. 17 de noviembre de 2011.
«Tarjeta pagbank amarelinha». Chicago Reader. 17 de noviembre de 2011.
«Tarjeta de infinitepay». Chicago Reader. 17 de noviembre de 2011.

- Datos: Q2091969
- Multimedia: Proximity card / Q2091969